# Bergen County
Bergen County är ett administrativt område (county) i delstaten New Jersey, USA. Bergen är det folkrikaste countyt i New Jersey och ett av 21 countyn i delstaten. Det ligger i nordöstra New Jersey och ingår i New Yorks storstadsregion. År 2010 hade Bergen County 905 116 invånare. Den administrativa huvudorten (county seat) är Hackensack. 

## Geografi
Enligt United States Census Bureau har countyt en total area på ca 639 km². Ca 603 km² av den arean är land och ca 35 km² är vatten. 

### Angränsande countyn
- Rockland County - nord
- Westchester County - öst
- The Bronx - öst
- Manhattan - öst
- Hudson County - syd
- Essex County - syd
- Passaic County - väst

## Rättsväsende och lagstiftning
Bergen County är det enda county i USA som har "blue laws" - en lagstiftning där söndag är vilodag och allting är stängt förutom nödvändiga ställen, som matbutiker, restauranger och apotek. Paramus, en stad mitt i Bergen County med ett av landets mest omfattande shopping, har egna lagar där alla typer av anställningar är förbjudna på söndagar.
Lagen är ursprungligen stiftad av New Jerseys legislatur, men övriga 20 countyn i New Jersey har folkomröstat om att upphäva lagen i respektive county, vilket lagen tillåter. Invånarna i Bergen County har däremot vid ett flertal tillfällen röstat för att behålla blue laws.